# Karin Rodrigues (voleibolista)
Karin Rodrigues (São Paulo, 8 de novembro de 1971) é uma ex-voleibolista indoor brasileira que atuou como central meio-de-rede tanto em clubes quanto na Seleção Brasileira Feminina de Voleibol, Conquistou a medalha de bronze com a seleção brasileira na Olimpíada de Sydney 2000.

## Biografia
Iniciou no voleibol por volta dos treze anos de idade, ingressando na equipe do Colgate/Pão de Açúcar, período de 1989 a 1992.Sua estreia na seleção brasileira deu-se na edição do Campeonato Mundial Juvenil de 1991 realizado em Brno, ocasião que foi convocada pelo técnico José Roberto Guimarães e que conquistou a medalha de prataFilha do advogado Carlos Rodrigues e da secretária Rosa, auxiliava desde cedo nos cuidados de seu irmão Kléber, diagnosticado com autismo
Foi contratada pelo Leites Nestlé na jornada 1993-94, tendo passagem pelo time japonês  Toyobo Orchis na jornada 1994-95, época que saiu em defesa de uma companheira de equipe cujo  treinador do time tinha comportado abusivo e agressivo com esta, chegando ao ponto de segurá-lo pelo colarinho.
Renovou com o Leite Moça/Sorocaba para jornada seguinte em 1995 conquista o título do Campeonato Paulista e da Copa Internacional  pelo Leite Moça e disputou a Superliga Brasileira A 1995-96 conquistando  bicampeonato consecutivo de forma invicta.
Na temporada 1995-96 reforçou o time peruano do Juventus Sipesa e conquistou o título do Campeonato Sul-Americano de Clubes Campeões, sediado em Medellín, este não chancelado pela Confederação Sul-Americana de Voleibol e foi a melhor bloqueadora da competição
Permaneceu no Leite Moça/Jundiaí no período esportivo 1996-97, conquistou o título da Copa Sul de 1996 e por este disputou a correspondente Superliga Brasileira A e conquistou seu tricampeonato nacional.
Renovou com o clube para temporada seguinte, sagrou-se bicampeã da Copa Sul em 1997 e foi vice-campeã do Campeonato Paulista de 1997, e vice-campeã da Superliga Brasileira A 1997-98.E representou este clube na conquista do ouro no Campeonato Sul-Americano de Clubes de 1998 em Medellín.
Na temporada seguinte defendeu o mesmo clube que passou a utilizar a alcunha: Leites Nestlé, e conquistou o título do Campeonato Paulista de 1998 e o tricampeonato consecutivo da Copa Sul; também disputou a Superliga Brasileira A 1998-99 conquistando o bronze nesta competição, e nesta edição de Superliga marcou 36 pontos numa mesma partida, na Superliga de 98/99, permanecendo a recordista de pontos por partida na Superliga, até que teve o recorde igualado por Fernanda Garay (Superliga Brasileira A 2012-13) e, finalmente,  quebrado por Tandara Caixeta, que fez 37 pontos na Superliga Brasileira A 2013-14.
Com o Rexona/PR conquistou o título do Campeonato Carioca de 1999 conquistando o título e disputou a Superliga Brasileira A 1999-00 por este clube e alcançou o título desta edição.
Foi contratada pelo MRV/Minas para jornada esportiva 2000-01 e disputou  a Liga Sul-Americana de Clubes Campeões de 2000, Copa Bradesco Saúde, torneio disputado em Joinville em substituição ao  Campeonato Sul-Americano de Clubes  ocasião que conquistou o título
Atuando pelo MRV/Minas foi campeã da Supercopa dos Campeões em  Ipatinga-MG em 2000.E ainda na referida jornada seu clube representou a cidade de São Bernardo do Campo com a alcunha MRV/São Bernardo nas competições do Estado de São Paulo, e nesta parceria foi vice-campeã da Copa São Paulo em 2000 .Conquistou  também pelo MRV/São Bernardo o título do  Campeonato Paulista de 2000 e no mesmo ano  foi vice-campeã dos Jogos Abertos do Interior, sediados em Santos, alcançou  o bronze na  Superliga Brasileira A 2000-01 e não renovou com o clube para temporada seguinte.
Retorna no período 2001-02 para o Rexona/Ades.Foi atleta do ACF/Campos, contribuindo para a conquista da inédita medalha de bronze na Superliga Brasileira A 2002-03.Em 2002 foi convidada e pousou para um ensaio sensual da Revista VIP.
Atuou no voleibol espanhol pelo Universidad de Burgos no período de 2003-04, época que era capitã da seleção brasileirae pelo Ciudad Las Palmas GC Cantur na temporada 2004-05
.Sendo repatriada pelo São Caetano/DETUR para as competições de 2005-06.Na temporada 2007-08 representou o Brasil Telecom/Brusque, e conquistou o título da Liga Nacional  de 2007, conferindo para este clube a qualificação para Superliga Brasileira A 2007-08.Nesse mesmo ano sagrou-se campeã do Campeonato Catarinense de 2007 além do quarto lugar da Copa Brasil de 2007.
Pelo Brasil Telecom/Brusque disputou a Superliga Brasileira A 2007-08alcançando a quarta posição final
No período esportivo seguinte renovou com o Brasil Telecom/Brusque e sagrou-se bicampeã do Campeonato Catarinense de 2008 e disputou a Superliga  Brasileira A 2008-09, avançando novamente as semifinaise termina na quarta colocação nos playoffs..
Foi casada com o seu ex-técnico do clube Leites Nestlé, Sérgio Negrão. Atualmente dedica-se ao voleibol máster e formou-se em Direito e atua como advogada..

## Títulos e resultados
- Copa Internacional:1995
- Copa Bradesco Saúde:2000
- Superliga Brasileira A:1993-94, 1995-96, 1996-97, 1999-00
- Superliga Brasileira A:1997-98,
- Superliga Brasileira A:1998-99, 2000-01 e 2002-03
- Superliga Brasileira A: 2007-08, 2008-09
- Supercopa dos Campeões:2000
- Copa Brasil:2007
- Copa Sul:1996, 1997 e 1998
- Campeonato Paulista:1993, 1995, 1998 e 2000
- Campeonato Paulista:1997
- Campeonato Carioca:1999
- Campeonato Catarinense:2007 e 2008
- Jogos Regionais de São Paulo: 1993,1994,1995
- Jogos Abertos do Interior de São Paulo: 1993
- Jogos Abertos do Interior de São Paulo: 2000
- Copa São Paulo:2000

## Premiação individual
- Melhor Atacante da Superliga Brasileira de Voleibol Feminino de 1996-97
- Melhor Bloqueadora do Campeonato Sul-Americano de Clubes Campeões de 1995